# James Gordon Bennett den yngre
James Gordon Bennett den yngre, född 10 maj 1841, död 14 maj 1918, var en amerikansk tidningsägare, son till James Gordon Bennett den äldre.
Bennett efterträdde sin far som utgivare av New York Herald och gjorde sig känd för sina pris vid bil- och ballongtävlingar. Han var också den som sände ut Henry Morton Stanley att leta rätt på David Livingstone och finansierade ensam den så kallade Jeanettepolarexpeditionen.

## Gordon Bennett Cup
Bennett instiftade Gordon Bennett Cup inom tre olika teknikområden i början av 1900-talet. De var alla kallade Gordon Bennett Cup och var för biltävling, flygtävling och ballongflygning.

## Eftermäle
Asteroiden 305 Gordonia är uppkallad efter honom.